# Bielanka (potok)
Bielanka – potok, prawobrzeżny dopływ Ropy o długości 6,89 km. Płynie w północno-zachodniej części Beskidu Niskiego w granicach powiatu gorlickiego.
Źródła Bielanki znajdują się na wysokości 550–570 m n.p.m., na zachodnich stokach grzbietu łączącego północny kraniec wału Magury Małastowskiej z masywem Bartniej Góry (632 m n.p.m.) na północy. Spływa początkowo w kierunku zachodnim, po czym w centrum wsi Bielanka skręca ku północy. Przebija się wąską, głęboką dolinką między Bartnią Górą na wschodzie a Miejską Górą (643 m n.p.m.) na zachodzie, po czym na wysokości 301,8 m n.p.m., na terenie Szymbarku (nieco poniżej centrum tej wsi) uchodzi do Ropy.